# ایرما، آلبرتا
ایرما، آلبرتا (به انگلیسی: Irma, Alberta) یک منطقهٔ مسکونی در کانادا است که در آلبرتا واقع شده‌است. ایرما ۵۲۱ نفر جمعیت دارد و ۶۹۰ متر بالاتر از سطح دریا واقع شده‌است.